# Alessandro Marcello
Alessandro Ignazio Marcello (Velence, 1673.február 1. – Padova, 1747. június 19.) itáliai barokk zeneszerző. Benedetto Marcello bátyja.

## Élete
Patricius családban született. Velencében a szomaszkok egyházi kollégiumában tanult. Tehetsége megmutatkozott a költészetben, filozófiában, matematikában, festészetben, de leginkább a zenében. Benedetto öccsével együtt, miután jogot tanultak, a Quarantia (Negyvenek Tanácsa) tagjai voltak. 1698-ban csatlakozott az Accademia degli Animosihoz. 1700-ban és 1701-ben diplomáciai küldetést teljesített a Levantében és Görögországban.
Koncerteket adott szülővárosában, és kedvtelésből szerzett zenét. Kamara kantátákat, hegedűszonátákat írt. Legismertebb kompozícióját, a Eterio Stinfalico álnéven írt d-moll oboaversenyét Bach csembalóra írta át. A 20. század közepén derült ki, hogy a néha Antonio Vivaldinak, néha pedig öccsének, Benedetto Marcellónak tulajdonított zenemű az ő szerzeménye.

## Kották, hanganyagok
- Kották és dallamok letöltése
- "La Cetra" versenymű-sorozat - Collegium Musicum 90, Simon Standage(en)
- d-moll oboaverseny - Camerata Köln
- d-moll oboaverseny - Fabien Thouand, I Cameristi della Scala
- d-moll oboaverseny - Marcel Ponseele (barokk oboa), Il Gardellino
- d-moll oboaverseny, Adagio - Derek Wickens, Royal Philharmonic Orchestra, vez. Elgar Howarth
- A. Marcello - J.S. Bach: a d-moll oboakoncert átirata, BWV 974 - Anne Queffélec (zongora)
- A. Marcello - J.S. Bach: a d-moll oboakoncert átirata, BWV 974 - Glenn Gould  (zongora)